# 21507 Bhasin
21507 Bhasin è un asteroide della fascia principale. Scoperto nel 1998, presenta un'orbita caratterizzata da un semiasse maggiore pari a 2,4269241 UA e da un'eccentricità di 0,1562160, inclinata di 1,89567° rispetto all'eclittica.